# Pessirivier
De Pessirivier (Zweeds – Fins: Pessijoki) is een rivier annex beek, die stroomt in de Zweedse  gemeente Kiruna. Het riviertje ontwatert een moeras ten westen van Idivuoma. Ze slingert naar het Idimeer. Het begint als de Kirverivier (Kirvejoki), maakt een S-bocht en levert haar water af aan het Idimeer. De rivier is circa zes kilometer lang.
Afwatering: Pessirivier → Idirivier →  Muonio → Torne → Botnische Golf